# Bollullos de la Mitación
Bollullos de la Mitación è un comune spagnolo di 5 224 abitanti situato nella comunità autonoma dell'Andalusia.